# 호리 가즈오
호리 가즈오(일본어: 堀和生, 1951년 ~ )는 일본의 경제학자이며 역사학자이다. 주로 동아시아의 경제사를 다룬다.

## 생애
1951년 일본 오이타현에서 태어났으며 1975년 교토 류코쿠 대학에서 동양사를 전공했다. 이후 교토 대학에서 경제학부 교수로 재임하였으며 2017년 퇴임하여 명예교수가 되었다.

## 주요 활동

### 독도 문제
1987년 《조선사 연구논문집(朝鮮史研究会論文集)》 제24호에 〈1905년 일본의 다케시마 영토편입(一九〇五年 日本の竹島領土編入)〉이란 논문을 작성하여 독도가 한국의 영토임을 주장하였다.
이 논문에서 호리 교수는 1877년 일본 태정관에서 내린 지령을 공개하였다. 태정관 지령에는 '다케시마(竹島, 울릉도)와 그 외 1도(外一島, 독도)는 일본과 관계가 없다는 점을 명심하라'라고 기록되어 있는데, 1877년 당시 일본이 독도를 무주지로 인식하지 않고 조선령으로 인지하고 있었다는 주된 증거가 되었다.

### 위안부 문제
위안부 문제에 관해서는 위안부의 운영과 위안부 모집 과정에서 일본군이 개입하여 조직적으로 이루어진 동원으로 규정하고 있다. 호리 교수는 위안부가 당시 일본군의 병점조직의 일부로서 위안소 종업원과 위안부가 군속의 대우를 받았다고 주장하며, '위안부의 월급이 당시 일본 병사 월급의 75배', '군사령관이나 총리대신보다 비쌌다'라고 주장한 하타 이쿠히코에 대해 완전히 잘못 인식하고 있다며 비판하였다.

### 명예훼손 재판
와세다대 명예교수인 고바야시 히데오의 첫 논문인 〈원산 노동자 총파업 - 1929년 조선인민의 투쟁〉이 조선민주주의인민공화국의 역사학자 윤형빈(尹亨彬)이 1964년 《력사과학》에 발표한 〈1929년 원산노동자 총파업과 그 교훈〉을 표절했다고 주장했다.
이후 코지마 히데오가 자신의 표절의혹을 제기한 하라 아키라 등을 명예훼손으로 고소하자 하라 측의 증인으로 의견서를 제출하였다. 이 재판은 최종적으로 고바야시 교수가 승소했다.

## 저서
- 《조선공업화의 역사적 분석(朝鮮工業化の史的分析)》(1995) ISBN 4641067457
- 《한국 근대의 공업화 : 일본 자본주의와의 관계(韓国近代の工業化—日本資本主義との関係)》(2003) ISBN 9788988164204

## 같이 보기
- 안병직 - 뉴라이트 계열 안병직 교수의 저서 중 일본어판의 감수를 맡았다.
- 나카무라 사토루 - 여러편의 책을 공술했다.
- 호사카 유지 - 독도는 한국의 영토라고 주장하는 일본계 한국인 교수이다.